# Sous le joug
Sous le joug è un cortometraggio muto del 1911 diretto da Louis Feuillade.

## Produzione
Il film - un cortometraggio a una bobina - fu prodotto dalla Société des Etablissements L. Gaumont.

## Distribuzione
Venne distribuito in sala nell'aprile 1911 dalla Société des Etablissements L. Gaumont.